# 静岡県道215号伊久美藤枝線
静岡県道215号伊久美藤枝線（しずおかけんどう215ごう いくみふじえだせん）は、静岡県島田市伊久美から藤枝市築地にいたる路線である。

## 路線概要
起点は島田市伊久美となっており、県道220号小川橋より接続していることになっているが、小川橋から藤枝市境の直前までの区間は通行不能区間(事実上未開通)となっており、藤枝市境以降の供用区間も急勾配かつ狭隘の区間が続き滝沢川（瀬戸川支流）上流付近からが実質的に整備されている区間と言える。その後、県道焼津森線の重複区間を経て藤枝市西方より葉梨川沿いを下る。
葉梨小学校より南は片側2車線の道路（藪田西インターチェンジの取付道路）となるが、葉梨川の手前で旧道と新道（志太中央幹線）に分かれる。いずれも静岡県道381号島田岡部線（旧国道1号）に接続し、西に折れて島田岡部線との重複、岡出山交差点で再び単独道路となり、藤枝市築地（静岡県道222号上青島焼津線交点）に至る。

## 重複区間
- 静岡県道81号焼津森線
- 静岡県道381号島田岡部線

## 接続する道路
- 静岡県道220号蔵田島田線[2]
- 静岡県道32号藤枝黒俣線
- 国道1号（藤枝バイパス）藪田西インターチェンジ
- 静岡県道209号静岡朝比奈藤枝線
- 静岡県道222号上青島焼津線

## 沿線の施設他
- 誠和藤枝病院
- 新東名高速道路（中ノ合高架橋の下を県道が通過、高架橋西側に藤枝パーキングエリア上り線がある）
- 静岡県警察学校
- 藤枝市立葉梨小学校
- 藤枝市立葉梨中学校
- SBSマイホームセンター 藤枝展示場
- 静岡県立藤枝北高等学校